# Mistrovství světa v ledním hokeji 1930
4. mistrovství světa  a 15. mistrovství Evropy v ledním hokeji probíhalo ve dnech 31. ledna – 2. února, 5. a 9.- 10. února 1930 v Chamonix ve Francii, ve Vídni v Rakousku a v Berlíně v Německu.
Po mistrovství Evropy v Budapešti v roce 1929 direktoriát LIHG na svém zasedání rozhodl, že počínaje rokem 1930 se bude hokejové mistrovství konat v některé členské zemi LIHG ne jednou za čtyři roky, jako tomu bylo dosud, ale každoročně.
Turnaje se zúčastnilo 12 mužstev, hrálo se výjimečně vylučovacím systémem. Pro nepřízeň počasí byl turnaj několikrát přeložen. Původně byl turnaj rozlosován do tří skupin ve kterých se mělo hrát systémem každý s každým – skupina A: ČSR, Itálie, Švýcarsko, skupina B: Polsko, Velká Británie, Francie, Německo a skupina C: Rakousko, Japonsko, Belgie, Maďarsko. Kanadu na tomto turnaji reprezentoval amatérský tým Toronto CCMs.
Hrací doba byla 3x15 min.

## Výsledky

### 1. kolo
Německo –  Velká Británie 4:2 (0:2, 2:0, 2:0)
31. ledna 1930 – Chamonix (Patinoire Olympique)

Branky a nahrávky Německa: 1:2 Gustav Jaenecke (Erich Römer), 2:2 Gustav Jaenecke, 2:2 Gustav Jaenecke, 4:2 Erich Römer. 

Branky Velké Británie: 0:1 William Home, 0:2 Robert Mulholland.

Rozhodčí: Albert Clayton (CAN)
Německo: Walter Leinweber – Erich Römer, Franz Kreisel – Gustav Jaenecke, Martin Schrötle, Rudolf Ball – Heinrich Herker, Günther Kummetz.
Velká Británie: William Speechley – Blaine Sexton, Frank de Marwicz – Neville Melland, William Home, Eric Carruthers – Robert Mulholland, Norman Grace.
 Maďarsko –  Itálie	2:0 (0:0, 2:0, 0:0)
31. ledna 1930 – Chamonix (Patinoire Olympique)

Branky a nahrávky Maďarska: 1:0 Sándor Mindér, 2:0 Zoltán Jeney (Sándor Mindér)

Rozhodčí: Paul Loicq (BEL)
Maďarsko: Tibor Heinrich – Géza Lator, Frigyes Barna – Sándor Mindér, Miklós Barcza, Dejan Bikar – Zoltan Jeney, Béla Weiner.
Itálie: Enrico Calcaterra – Francesco Roncarelli, Guido Botturi – Luigi Venosta, Tino de Mazzeri, Ernesto Iscaki – Decio Trovati, Gianmario Baroni.
 Francie –  Belgie	4:1 (0:1, 2:0, 2:0)
31. ledna 1930 – Chamonix (Patinoire Olympique)

Branky Francie: 1:1 Gerard Simond, 2:1 Marcial Couvert, 3:1 Marcial Couvert, 4:1 Albert Hassler

Branky Belgie: 0:1 Marco Peltzer

Rozhodčí: Tadeusz Sachs (POL)
Francie: Philippe Lefebvre – Armand Charlet, Marcial Couvert – Léonhard Quaglia, Gerard Simond, Jacques Lacarrière - Charles Muntz, Raoul Couvert, Albert Hassler.
Belgie: Hector Chotteau – Jacques van Reysschoot, Willy Kreitz – Albert Collon, Louis de Ridder, Jean de Craene – David Meyer, Marco Peltzer.
 Rakousko –  Švédsko odřeklo účast
- Přímo do čtvrtfinále byly nasazeny celky Polska, Japonska, Švýcarska a Československa.

### Čtvrtfinále
Polsko –  Japonsko 5:0 (2:0, 2:0, 1:0)
1. února 1930 – Chamonix (Patinoire Olympique)

Branky Polska: 1:0 Adam Kowalski, 2:0 Włodzimierz Krygier, 3:0 Tadeusz Adamowski, 4:0 Lucjan Kulej, 5:0 Aleksander Tupalski

Rozhodčí: Frederick Radke (CAN)
Polsko: Józef Stogowski – Aleksander Kowalski, Lucjan Kulej – Tadeusz Adamowski, Aleksander Tupalski,  Włodzimierz Krygier – Roman Sabiński, Karol Weissberg.
Japonsko: Tošio Takahaši – Kiku Inaba, Kiyoši Ohga – Kiyoši Kitagawa, Tošihiko Šoji, Seiči Hajaši – Susumo Hirano, Kozue Kinošita.
 Československo –  Švýcarsko	1:3 (1:2, 0:1, 0:0)
1. února 1930 – Chamonix (Patinoire Olympique)

Branky Československa: 2:1 13. Wolfgang Dorasil

Branky Švýcarska: 1:0 9. Heinrich Meng, 2:0 12. Conrad Torriani, 3:1 27. Richard Torriani

Rozhodčí: Howard Armstrong (CAN)
ČSR: Jaroslav Pospíšil – Jaroslav Pušbauer, Wolfgang Dorasil – Jiří Tožička, Josef Maleček, Karel Hromádka – Tomáš Švihovec, Bohumil Steigenhöfer.
Švýcarsko: Albert Künzler – Albert Geromini, Carletto Mai – Albert Rudolf, Richard Torriani, Conrad Torriani – Heinrich Meng, Beat Rüedi, Fritz Kraatz.
 Německo –  Maďarsko 4:1 (1:0, 0:0, 3:1)
1. února 1930 – Chamonix (Patinoire Olympique)

Branky Německa: 1:0, 2:0 a 3:0 Gustav Jaenecke, 4:0 Martin Schrötle

Branky Maďarska: 4:1 Géza Lator

Rozhodčí: Frederick Radke (CAN)
Německo: Walter Leinweber – Franz Kreisel, Erich Römer – Gustav Jaenecke, Martin Schrötle, Rudolf Ball – Heinrich Herker, Günther Kummetz.
Maďarsko: Tibor Heinrich – Géza Lator, Frigyes Barna – Zoltan Jeney, Béla Weiner, Sándor Mindér – Miklós Barcza, Dejan Bikar.
 Rakousko –  Francie 2:1 (1:1, 0:0, 1:0)
1. února 1930 – Chamonix (Patinoire Olympique)

Branky a nahrávky Rakouska: 1:0 Walter Brück (Fritz Demmer), 2:1 Jacques Ditrichstein (Hans Trauttenberg).

Branky Francie: 1:1 Armand Charlet.

Rozhodčí: Paul Loicq (BEL)
Rakousko: Hermann Weiß – Walter Brück, Hans Trauttenberg – Ulrich Lederer, Hans Tatzer, Walter Sell – Fritz Demmer, Jacques Ditrichstein.
Francie: Philippe Lefebvre – Armand Charlet, Marcial Couvert – Gerard Simond, Albert Hassler, Charles Muntz – Raoul Couvert, Léonhard Quaglia.

### Semifinále
Německo –  Polsko	3:1 (1:1, 2:0, 0:0)
2. února 1930 – Chamonix (Patinoire Olympique)

Branky Německa: 1:1 Gustav Jaenecke, 2:1 Gustav Jaenecke (Rudolf Ball), 3:1 Erich Römer

Branky Polska: 0:1 Aleksander Tupalski (Włodzimierz Krygier).

Rozhodčí: Howard Armstrong (CAN)
Německo: Walter Leinweber – Franz Kreisel, Erich Römer – Gustav Jaenecke, Martin Schrötle, Rudolf Ball – Heinrich Herker, Günther Kummetz.
Polsko: Józef Stogowski (Tadeusz Sachs) – Aleksander Kowalski, Lucjan Kulej – Tadeusz Adamowski, Aleksander Tupalski,  Włodzimierz Krygier – Roman Sabiński, Karol Weissberg.
- Sachs po druhém inkasovaném gólu, vystřídal Stogowského.

 Švýcarsko –  Rakousko 2:1 (0:0, 1:1, 1:0)
2. února 1930 – Chamonix (Patinoire Olympique)

Branky Švýcarska: 1:0, 2:1 Albert Geromini

Branky Rakouska: 1:1 Hans Trauttenberg

Rozhodčí: Frederick Radke (CAN)
Švýcarsko: Albert Künzler – Albert Geromini, Carletto Mai – Albert Rudolf, Richard Torriani, Conrad Torriani – Heinrich Meng, Robert Fuchs.
Rakousko: Hermann Weiß – Walter Brück, Jacques Ditrichstein – Fritz Demmer, Karl Kirchberger, Walter Sell – Hans Trauttenberg, Hans Ertl.
- V Chamonix byla obleva, proto Rakušané a Poláci odjeli hrát o umístění do Vídně, ostatní o titul do Berlína.

### O 3. místo (mistrovství Evropy)
Rakousko –  Polsko 2:0 (0:0, 0:0, 2:0)
5. února 1930 – Vídeň (Wiener Eislaufverein)

Branky a nahrávky Rakouska: 33. Ulrich Lederer, 38. Fritz Demmer (Walter Sell)

Branky Polska: nikdo

Rozhodčí: Frederick Radke (CAN)

Diváků: 3 800
Rakousko: Hermann Weiß – Walter Brück, Jacques Ditrichstein – Fritz Demmer, Josef Göbl, Ulrich Lederer – Karl Kirchberger, Walter Sell.
Polsko: Józef Stogowski – Aleksander Kowalski, Lucjan Kulej – Tadeusz Adamowski, Aleksander Tupalski, Włodzimierz Krygier – Roman Sabiński, Karol Weissberg.

### Finále (mistrovství Evropy)
Německo –  Švýcarsko 2:1 (0:1, 1:0, 1:0)
9. února 1930 – Berlín (Sportpalast)	

Branky a nahrávky Německa: 1:1 Gustav Jaenecke (Rudolf Ball), 2:1 Erich Römer (Rudolf Ball)

Branky Švýcarska: 3. Albert Geromini

Rozhodčí: Paul Loicq (BEL)

Diváků: 8 000
Německo: Walter Leinweber – Franz Kreisel, Erich Römer – Gustav Jaenecke, Martin Schrötle, Rudolf Ball – Heinrich Herker, Alfred Heinrich.
Švýcarsko: Albert Künzler – Albert Geromini, Carletto Mai – Albert Rudolf, Richard Torriani, Conrad Torriani – Heinrich Meng, Beat Rüedi, Fritz Kraatz.
- Kanada byla nasazena přímo do finále.

### Finále (mistrovství světa)
Kanada –  Německo 6:1 (2:1, 2:0, 2:0)
10. února 1930 – Berlín (Sportpalast)

Branky Kanady: 12. Gordon Grant, 13. Alexander Park, 26. Gordon Grant, 29. Alexander Park, 33. Howard Armstrong, 34. Joseph Griffin.

Branky a nahrávky Německa: 2. Rudolf Ball (Gustav Jaenecke)

Rozhodčí: Paul Loicq (BEL)

Diváků: 8 000
Kanada: Percy Timpson – Joseph Griffin, Frederick Radke – Albert Clayton, Gordon Grant, Alexander Park – Wallace Adams, Howard Armstrong,  Donald Hutchinson.
Německo: Walter Leinweber – Franz Kreisel, Erich Römer – Gustav Jaenecke, Martin Schrötle, Rudolf Ball – Heinrich Herker, Alfred Heinrich, Marquardt Slevogt.

## Soupisky

### Soupiska Kanady
Kanada (Toronto CCM)

Brankář: Percy Timpson.

Obránci: Joseph Griffin, Frederick Radke.

Útočníci: Alexander Park, Wallace Adams, Howard Armstrong, Albert Clayton, Gordon Grant, Donald Hutchinson.

Trenér: Les Allen.

### Soupiska Německa
Německo

Brankář: Walter Leinweber,

Obránci: Franz Kreisel, Erich Römer, Martin Schrötle.

Útočníci: Rudolf Ball, Gustav Jaenecke, Heinrich Herker, Günther Kummetz, Alfred Heinrich, Marquardt Slevogt.

Trenér (hrající): Erich Römer.

### Soupiska Švýcarska
Švýcarsko

Brankář: Albert Künzler, Emil Eberle.

Obránci: Albert Geromini, Beat Rüedi, Albert Rudolf.

Útočníci: Heinrich Meng, Conrad Torriani, Richard Torriani, Fritz Kraatz, Robert Fuchs, Carletto Mai.

Trenér: Bobby Bell.

### Soupiska Rakouska
4.  Rakousko

Brankář: Fritz Lichtschein, Hermann Weiß

Obránci: Walter Brück, Jacques Ditrichstein, Hans Trauttenberg

Útočníci: Fritz Demmer, Josef Göbl, Karl Kirchberger, Ulrich Lederer, Walter Sell, Hans Tatzer, Hans Ertl, Alfred Schmucker

Trenér: Blake Watson.

### Soupiska Polska
5.  Polsko

Brankář: Józef Stogowski, Tadeusz Sachs

Obránci: Lucjan Kulej, Aleksander Kowalski.

Útočníci: Kazimierz Sokołowski, Aleksander Tupalski, Tadeusz Adamowski, Włodzimierz Krygier, Roman Sabiński, Czesław Marchewczyk, Kazimierz Materski, Adam Kowalski, Karol Szenajch, Karol Weissberg.

Trenér (hrající): Tadeusz Adamowski.

### Soupiska Československa
6.  Československo

Brankáři: Jan Peka, Jaroslav Pospíšil.

Obránci: Jaroslav Pušbauer, Wolfgang Dorasil, Josef Král.

Útočníci: Jiří Tožička, Josef Maleček, Karel Hromádka, Tomáš Švihovec, Bohumil Steigenhöfer, Wilhelm Heinz, Jan Krásl.

### Soupiska Maďarska
6.  Maďarsko

Brankáři: Tibor Heinrich, István Benyovits.

Obránci: Géza Lator, Frigyes Barna.

Útočníci: Béla Weiner, Dejan Bikar, Miklós Barcza, Peter Krempels, Zoltán Jeney, Sándor Mindér, István Krepuska, József Révay, Matyás Farkas, Zoltan Rajnai, Laszlo Blazejovsky.

Trenér: Frigyes Mindér.

### Soupiska Francie
6.  Francie

Brankáři: Jacques Morrison, Philippe Lefebvre.

Obránci: Armand Charlet, Marcial Couvert.

Útočníci: Raoul Couvert, Jean-Pierre Hagnauer, Albert Hassler, Jacques Lacarrière, Charles Muntz, Léonhard Quaglia, Gerard Simond, Michel Tournier.

### Soupiska Japonsko
6.  Japonsko

Brankáři: Tošio Takahaši.

Obránci: Kiku Inaba, Kiyoši Ohga.

Útočníci: Kiyoši Kitagawa, Seiči Hajaši, Tošihiko Šoji, Tovohiko Nišiuči, Susumo Hirano, Kozue Kinošita.

Trenér: Seiči Jamaguči.

### Soupiska Velká Británie
10.  Velká Británie

Brankáři: William Speechley, John Rogers.

Obránci: Blaine Sexton, Frank de Marwicz.

Útočníci: Neville Melland, William Home, Eric Carruthers, Robert Mulholland, Norman Grace, William MacKenzie, John Magwood, Bernhard Fawcett.

### Soupiska Itálie
10.  Itálie

Brankáři: Enrico Calcaterra, Augusto Gerosa.

Obránci: Francesco Roncarelli, Guido Botturi.

Útočníci: Decio Trovati, Gianmario Baroni, Luigi Venosta, Tino de Mazzeri, Ernesto Iscaki, Gianni Scitti, Emilio Zardini, Camilo Mussi.

Trenér: Enrico Bombilla.

### Soupiska Belgie
10.  Belgie

Brankáři: Hector Chotteau.

Obránci: Jacques van Reysschoot, Willy Kreitz.

Útočníci: Jean van de Wouwer, Albert Collon, Louis de Ridder, Jef Lekens, Jean de Craene, Jules Lecomte, David Meyer, Marco Peltzer, Willy van Rompaey.

Trenér: Pierre van Reysschoot.

## Konečné pořadí
| 4.  | Mistrovství světa | Z | V | R | P | Skóre | B |
| --- | ----------------- | - | - | - | - | ----- | - |
| 1.  | Kanada            | 1 | 1 | 0 | 0 | 6:1   | 2 |
| 2.  | Německo           | 5 | 4 | 0 | 1 | 14:11 | 8 |
| 3.  | Švýcarsko         | 3 | 2 | 0 | 1 | 6:4   | 4 |
| 4.  | Rakousko          | 3 | 2 | 0 | 1 | 5:3   | 4 |
| 5.  | Polsko            | 3 | 1 | 0 | 2 | 6:5   | 2 |
| 6.  | ČSR               | 1 | 0 | 0 | 1 | 1:3   | 0 |
| 6.  | Maďarsko          | 2 | 1 | 0 | 1 | 3:4   | 2 |
| 6.  | Francie           | 2 | 1 | 0 | 1 | 5:3   | 2 |
| 6.  | Japonsko          | 1 | 0 | 0 | 1 | 0:5   | 0 |
| 10. | Velká Británie    | 1 | 0 | 0 | 1 | 2:4   | 0 |
| 10. | Itálie            | 1 | 0 | 0 | 1 | 0:2   | 0 |
| 10. | Belgie            | 1 | 0 | 0 | 1 | 1:4   | 0 |

| 15. | Mistrovství Evropy |
| 1.  | Německo            |
| 2.  | Švýcarsko          |
| 3.  | Rakousko           |
| 4.  | Polsko             |
| 5.  | ČSR                |
| 5.  | Maďarsko           |
| 5.  | Francie            |
| 8.  | Velká Británie     |
| 8.  | Itálie             |
| 8.  | Belgie             |